# عذراء قريش
عذراء قريش هي سلسلة من الروايات التاريخية تتناول مراحل التاريخ الإسلامي منذ بدايته حتي العصر الحديث. ركز فيها جرجي زيدان على عنصر التشويق والإثارة، بهدف حمل الناس علي قراءة التاريخ دون كلل أو ملل، ونشر المعرفة التاريخية بين أكبر شريحة منهم، فالعمل الروائي أخف ظلا عند الناس من الدراسة العلمية الجادة ذات الطابع الأكاديمي المتجهم.
تدخل رواية "عذراء قريش" ضمن سلسلة روايات تاريخ الإسلام. وتحكي الرواية قصة شابة مسلمة جميلة اسمها "أسماء"، تحمل في رقبتها تميمة مسيحية، ومنقوش علي زندها وشم صليبي، فلماذا تحمل المسلمة وشما صليبيا؟! هذا ما ستبينه أحداث الرواية، التي تشتمل أيضا علي وقائع مقتل الخليفة عثمان بن عفان  وخلافة الإمام علي كرم الله وجهه، وما نجم بعد ذلك من فتنة أفضت بالمسلمين إلي وواقعتي الجمل وصفين، وخروج مصر من خلافة الإمام علي.